# Dicranosepsis sauteri
Dicranosepsis sauteri är en tvåvingeart som beskrevs av Ozerov 2003. Dicranosepsis sauteri ingår i släktet Dicranosepsis och familjen svängflugor.
Artens utbredningsområde är Taiwan. Inga underarter finns listade i Catalogue of Life.